# Ally (Cantal)
 Ally  es una población y comuna francesa, en la región de Auvernia, departamento de Cantal, en el distrito de Mauriac y cantón de Pleaux.

## Demografía
| 1097 | 997 | 916 | 781 | 698 | 700 |
| Para los censos de 1962 a 1999 la población legal corresponde a la población sin duplicidades (Fuente: INSEE [Consultar]) |     |     |     |     |     |